# Nigel Hitchin
Nigel James Hitchin (Derbyshire, 2 de agosto de 1946) é um matemático britânico.
Foi professor da Cátedra Rouse Ball de Matemática, de 1994 a 1997.